# 쿠겔리스

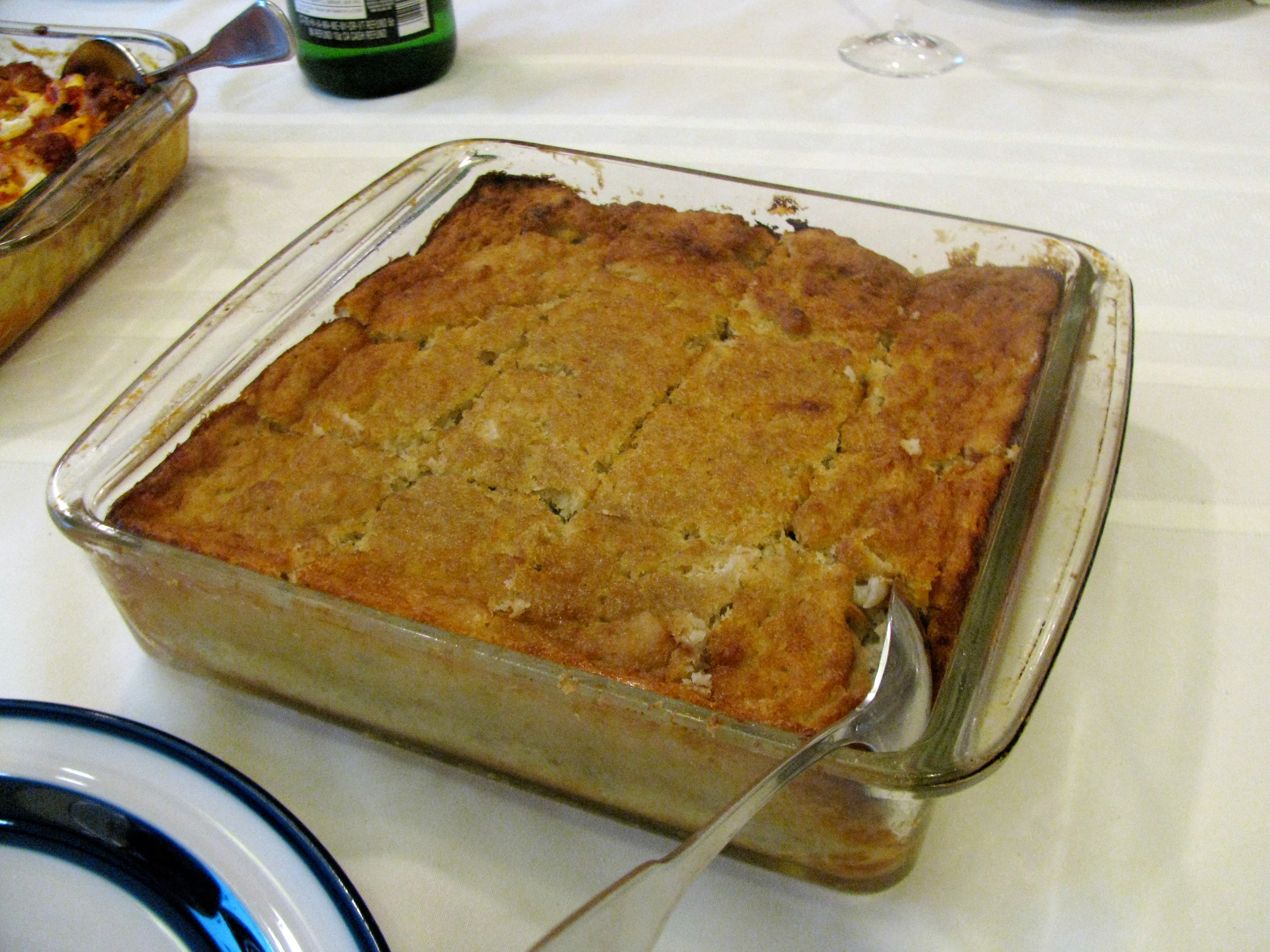

쿠겔리스(리투아니아어: Kugelis)는 리투아니아의 감자 요리이다. 감자, 베이컨, 우유, 양파 및 달걀은 소금과 후추로 양념을 만든후 맛을 낸다. 예를 들면 월계수 잎과 마조람 등으로 맛을 낸후 오븐에서 굽는다. 그것은 일반적으로 사과잼, 월귤 프리저브, 사워크림 또는 돼지 껍데기, 다진 양파와 함께 먹는다.

## 같이 보기
- 리투아니아 요리
- 쿠겔